# Carlos Casado
Juan Carlos Casado (* 31. Mai 1939 in Chacabuco) ist ein argentinischer Tangosänger.

## Leben und Wirken
Casado hatte Unterricht bei Eduardo Bonessi und trat in den 1950er Jahren mit regionalen Gruppen, u. a. denen Roberto Betulars, Ismael Etcheverrys und Héctor Marssilettis, auf. Nach seiner Teilnahme an einem Wettbewerb von Radio Belgrano engagierte der Sender ihn für sein von Leopoldo Federico geleitetes Orchester. 1965 trat er mit einer von José Canet geleiteten Gitarristengruppe im Patio de Tango auf. Osvaldo Piro, der ebenfalls dort auftrat, hörte ihn und holte ihn als Nachfolger von Carlos Nogués in sein Orchester.
Mit Piro nahm Casado seine ersten Titel beim Label Alanicki auf, nahm 1966 am Festival de Tango de La Falda teil und trat in Nicolás Manceras Fernsehshow Sábados Circulares bei Canal 13 auf. Weitere Aufnahmen entstanden 1968 bei Philips. 1969 kam Alberto Hidalgo als zweiter Sänger zu Piros Orchester, das in diesem Jahr mit dem Sängerduo und weiteren Musikern, darunter Roberto Goyeneche und Horacio Deval, eine Tournee durch Brasilien und Uruguay unternahm. Als Solist trat Casado dann in Juan Carlos Thorrys Fernsehshow Grandes Valores del Tango auf.
1975 wurde er als Nachfolger von Oscar Ferrari Sänger in Armando Pontiers Orchester, mit dem er im Cabaret Marabú debütierte. Er tourte mit Pontier durch Chile und durch Brasilien (mit María Graña und Enrique Dumas), trat bei Radio El Mundo auf und spielte mehrere Aufnahmen ein. Nach dem Tod Pontiers 1985 arbeitete er als Solist mit Musikern wie Orlando Trípodi, Armando Pontier, Roberto Goyeneche, María Graña und Bartolomé Palermo zusammen.

## Aufnahmen
- Dice una guitarra
- Enamorado estoy
- Mimí Pinsón
- Por unos ojos negros
- El puente
- Duerme mi amor
- Milonga triste
- Un regalo de reyes
- Buenos Aires
- El hombre que fue ciudad
- Clavel del aire
- Selección de tangos de Gardel y Le Pera
- Anoche
- Cuando tallan los recuerdos